# Бояджан, Александр Борисович
Александр Борисович Бояджан (род. 31 июля 1958 года, Сухуми, Абхазская ССР) — советский и российский художник, художник-абстракционист, график. Член Союза художников СССР с 1988 года, член Санкт-Петербургского Творческого союза художников (IFA) с 1995 года, работы выставляются в Государственном Русском музее и Московском музее современного искусства.

## Биография
Родился 31 июля 1958 года в городе Сухуми.
Окончил Тбилисское художественное училище (1980, театрально-декорационное отделение). В 1982—1984 годах обучался в театральной мастерской Российской Академии Художеств у Э. С. Кочергина (г. Ленинград).
В 1970—1980-е годы работал художником-декоратором в Тбилисском театре музыкальной комедии и Сухумском ТЮЗе, на киностудии «Грузия-фильм». В 1982 году началась выставочная деятельность художника.
С 1990 года постоянно живет в Санкт-Петербурге (ранее Ленинграде). Основные собрания: Государственный Русский музей, Московский музей современного искусства, Музей искусства Санкт-Петербурга ХХ—XXI веков (МИСП), Центральный выставочный зал «Манеж», Музей изобразительных искусств Республики Карелия, Псковский государственный объединённый историко-архитектурный и художественный музей-заповедник, Художественный музей города Старый Оскол, Государственное музейное объединение «Художественная культура Русского Севера» (Архангельск), государственные картинные галереи Тбилиси и Сухуми.
Творчество Александра Бояджана обсуждается в эссе Татьяны Шехтер, включённом в книгу «Искусство как пространство смыслов: избранные работы по теории и истории искусств» (СПб., 2014). Шехтер причисляет Бояджана к числу петербургских мастеров-нонконформистов, творчество которых наиболее остро отражает «человеческие проблемы сегодняшнего дня».

## Выставки
- 1990 — Выставка, посвященная Ван Гогу, галерея «Палитра», Ленинград.
- 1991 — Персональная выставка в галерее «Современные советские художники», Берлин; Выставка в муниципальном центре г. Пирей, Греция; Персональная выставка «Воспоминания», галерея «Палитра» СПб.
- 1992 — Выставка в галерее «Арт-Форум», Гановер, Германия; Персональная выставка в галерее «Милена», СПб; Выставка «Весенний салон», ЛЕНЭКСПО, СПб;
- 1993 — Персональная выставка в галерее «Лео Копи» Берлин, Персональная выставка «Сны», галерея «Палитра», СПб
- 1994 — Персональная выставка в галерее «ТИНАТИН», Берлин, Германия Персональная выставка «Импровизация», галерея «Палитра» СПб;
- 1995 — Выставка «От авангарда до наших дней», Хенгелло, Нидерланды
- 1996 — Персональная выставка в галерее «Клюбер», Вайнхайм, Германия Персональная выставка в галерее «Палитра», СПб
- 1997 — Выставка «Коллекция современного искусства из фондов Центрального Выставочного Зала „Манеж“, ЦВЗ „Манеж“, СПб Арт-фестиваль в галерее „Клюбер“, Вайнхайм, Германия;
- 1998 — Выставка в муниципальном центре Баден-Бадена, Германия Выставка „Dolce Vita“, галерея „Юр Арт“ Хельсинки, Финляндия;
- 1999 — Персональная выставка „Мозаика“, галерея „Палитра“, СПб Выставка в галерее „Campbell Steele“, Сидар-Рапидс, Айова, США
- 2000 — Выставка „Современное искусство Санкт-Петербурга“, Гент, Бельгия;
- 2001 — Перерсональная выставка в галерее „Северная столица“, СПб Выставка „В начале было слово“, в рамках международной научной конференции „Армения и Христианский Восток“, СпбГУ. Выставка „Абстракция в России, XX век“, Государственный Русский музей, СПб Выставка „В поисках утраченного звена“, Выставочный центр Союза художников, СПб;
- 2002 — Персональная выставка в галерее „Vision“, Лагуна-Бич, Калифорния, США Персональная выставка „Осознание реальности“, галерея „Аврора“, г. Тверь Выставка „Белое рождество“, Государственный музей городской скульптуры, СПб;
- 2003 — Выставка в галерее „ДиДи“, СПб; Выставка „Традиции и современность“, ЦВЗ „Манеж“, СПб; Выставка „Время перемен“, ТСХ, Москва
- 2004 — Выставка „ARTINDEX“, Российский этнографический музей, СПб; „Фестиваль галерей“, ЦВЗ „Манеж“, СПб; Выставка „Русский взгляд на Италию“, Санкт-Петербургский Творческий Союз художников , IFA
- 2005 — Выставка „Притяжение луны“, галерея „ Арт-аллея“, СПб; Выставка „Картинки к Рождеству“, Санкт-Петербургский Творческий Союз художников , IFA; Выставка „Чудеса в решете“, галерея „Диди“ , СПб.
- 2006 — Рождественская выставка, Санкт-Петербургский Творческий Союз художников IFA „Зимняя выставка“ в галерее „Арт-аллея“, СПб „ARTINDEX, ИСКУССТВО ПЕТЕРБУРГА, DЕМОВЕРСИЯ` 06“, Российский этнографический музей, СПб;
- 2007 — Международная выставка „Балтийский круг“, Историко-художественный музей, (награжден призом „ Янтарная капля“ в номинации „ За мастерство“). Выставка „Петербургское искусство XX века“ (Коллекция современного искусства ЦВЗ» МАНЕЖ"), СПб, ЦВЗ «МАНЕЖ». Выставка «Современное искусство России», посвященная 250-летию Российской академии художеств, Москва. Персональная выставка в галерее «ASA ART», СПб. Выставка художников круга журнала ДИ в Институте Российской культуры, Вена, Австрия Выставка «Современное искусство Петербурга», Московский музей современного искусства;
- 2008 — Межрегиональная академическая выставка «Петербургские встречи», выставочные залы Санкт-Петербургского Творческого союза художников. Выставка «Работы года 08», Санкт-Петербургский Творческий Союз художников (IFA);
- 2009 — Выставка акварелей «Contemporary Russian Art: From the Avant-garde to the Present» в «The Gallery in Cork street», Лондон, Великобритания. Ярмарка графического искусства « Watercolors and Drawings Fair 2009» Лондон, Ковент Гарден. Персональная выставка в галерее «Совком», Москва;
- 2010 — Выставка к двадцатилетию Санкт-Петербургского Творческого Союза Художников, СПб ТСХ. Персональная выставка в галерее Natasha-Li Gallery, Хельсинки, Финляндия;
- 2011 — Персональная выставка в отделении Альфа-Банка, СПб. Выставка «Работа года 2011» СПб ТСХ (IFA);
- 2012—2013 — Передвижная выставка «ПЕТЕРБУРГСКИЕ ВСТРЕЧИ» по государственным музеям Северо-Запада России (Великий Новгород, Псков, Архангельск, Петрозаводск, Мурманск, Выборг.);
- 2013 — Выставка «Работа года 2013» СПб ТСХ (IFA);
- 2014 — Выставка «Сны из детства» СПб, выставочный зал «Центр книги и графики». Выставка «Работы года 2014» СПб ТСХ (IFA);
- 2015 — Международная выставка изобразительного искусства "Искусство в 4-х измерениях ЭКО-ЛОФТ MORE PLACE, Санкт-Петербург;
- 2015—2016 — Передвижная выставка «Петербургские встречи» по государственным музеям гг. Тула, Калуга, Рязань, Тамбов, Липецк, Муром;
- 2016 — Выставка «Возрождение» в Армянском Культурном центре, СПб Выставка «Слышу живопись, вижу музыку», музей МИСП, СПб. Арт Россия 2016, Нижегородская Ярмарка;
- 2017 — Выставка армянских художников Санкт-Петербурга «Древо традиций», музей МИСП, СПб. Выставка работ художников Абхазии, выставочный зал МОСХ России, Москва. Выставка «Летняя практика», СПб ТСХ;
- 2018 — Персональная выставка «Избранное»,2ая гимназия, СПб. Выставка «Абстракция на дне», Петрикирхе, Катакомбы, СПб. Выставка «Работа года», СПб ТСХ;
- 2019 — Выставка работ художников Санкт-Петербурга в культурном центре Армянской Церкви, посвященная международному Дню Памяти жертв Геноцида армян в Турции. Благотворительная выставка «Искусство ради жизни» г. Москва, Московский дом национальностей.